# Козубський Борис Миколайович
Борис Миколайович Козубський (нар. 4 березня 1886, Житомир — пом. 17 лютого 1953, Мордовія) — український державний, громадський та політичний діяч, адвокат, журналіст.

## Життєпис
Походив із священицького роду з шляхетськими коренями. Народився в м. Житомирі у родині лікаря.
Закінчив Острозьку гімназію (1906). Однокласником Бориса був Дмитро Мануїльський, який пізніше приєднався до більшовицького руху, став першим секретарем ЦК КП(б)У, а після війни — міністром закордонних справ УРСР і представником від СРСР в ООН. 1906 Борис Козубський вступив на юридичний факультет Київського університету. Але через участь у революційних виступах змушений був перервати навчання. Переїхав до Харкова, де навчався в місцевому університеті, також на юридичному факультеті. Закінчив його в 1913 році.
Адвокат контори Миколи Міхновського, член Української соціал-демократичної робітничої партії з 1905, співпрацівник її тижневика «Слово» (редактор Симон Петлюра).
З 1916 — у Києві, член Української Центральної Ради (1917), голова міської думи м. Кременець.
Після окупації міста поляками — у таборі Домб'є (1919–1920). З 1920 — голова філії «Просвіти», організатор українських кооператив Кременеччини. Посол (депутат) сейму з 1922, член Українського парламентського клубу, проводу Українського національно-демократичного об'єднання. Переслідувався польською владою.
У 1939 році ув'язнений у Березі Картузькій. У липні 1941 обраний членом «Ради Сеньйорів» та Української Національної Ради у Львові. За гітлерівської окупації — юрисконсульт у Крем'янці. З 1944 працював у Львові коректором у редакції газети «Вільна Україна».
У серпні 1948-го його арештували, звинувативши в антирадянській пропаганді. Засуджений до 25 років ув'язнення в мордовських концтаборах. Були репресовані й вивезені в заслання його дружина й діти, а син Юрій був розстріляний ще 1941.
Помер у Мордовії (нині територія Російської Федерації). Реабілітований у 1991-му.

## Родина
1912 року Борис Козубський одружився з дівчиною з давнього козацького роду Оленою Парфенівною Дікарєвою, вихованкою Єлизаветинського інституту шляхетних дівчат у Москві. У сім'ї Козубських росло четверо дітей: Юрій, Галина, Ірина та Олег. Діти, особливо Юрій і Галина, теж не стояли осторонь національно-визвольної боротьби, яка точилася в ті роки на теренах Західної України. Заарештовувалися польською поліцією, були засуджені. Після приходу на Західну Україну Совєтів загинули від рук НКВСівців обидва зяті Бориса Козубського — чоловіки його доньок. Сина Юрія Козубського енкаведисти арештували 12 жовтня 1939 року. А вже в грудні 1941 року Юрія розстріляли в Магадані.
На 25 років засудили і доньку Галину, студентку першого курсу Львівського медичного інституту. Місцем її каторги став табір в Іркутській області.
А 11 жовтня 1949 року енкаведисти арештували й інших членів родини: Олену Парфенівну, дружину Бориса Миколайовича, її доньку Ірину, сина Олега й маленьку Оксану — дочку Галини. Вивезли їх на спецпоселення в Хабаровський край, на станцію В'яземська. Згодом всі вони перебралися в Снятин Івано-Франківської області.

## Вшанування пам'яті
Іменем Бориса Козубського названа одна з вулиць у Кременці. В цьому ж місті йому відкрита меморіальна дошка.
Іменем Бориса Козубського названо провулок в Житомирі, в якому мешкала його родина.